# Enthrone Darkness Triumphant
Enthrone Darkness Triumphant är ett musikalbum av black metal-bandet Dimmu Borgir från Norge. Albumet gavs ut 1997. Det spelades in och mixades av Peter Tägtgren i Abyss Studio i Göteborg. Detta var bandets tredje fullängds-studioalbum och det första som gavs ut av Nuclear Blast Records. Det var också deras första fullängdsalbum med låtar även på engelska.
En återutgivning, med tre bonuslåtar, gjordes 2002.

## Låtlista
1. "Mourning Palace" – 5:12
2. "Spellbound (By the devil)" – 4:07
3. "In Death's Embrace" – 5:41
4. "Relinquishment of Spirit and Flesh" – 5:31
5. "The Night's Masquerade" – 4:2:
6. "Tormentor of Christian Souls" – 5:38
7. "Entrance" – 4:46
8. "Master of Disharmony" – 4:14
9. "Prudence's Fall" – 5:54
10. "A Succubus in Rapture" – 5:57
11. "Raabjorn speiler Draugheimens skodde" – 5:02

Bonuslåtar 2002
1. "Moonchild Domain" – 5:42
2. "Hunnerkongens sorgsvarte ferd over steppene" – 3:05
3. "Chaos Without Prophecy" – 7:09

Text och musik: Dimmu Borgir

## Medverkande
Musiker (Dimmu Borgir-medlemmar)
- Shagrath (Stian Tomt Thoresen) – sologitarr, sång
- Erkekjetter Silenoz (Sven Atle Kopperud aka Silenoz) – rytmgitarr, sång
- Tjodalv (Ian Kenneth Åkesson) – trummor, percussion
- Nagash (Stian André Arnesen) – basgitarr, bakgrundssång
- Stian Aarstad – synthesizer, piano

Bidragande musiker
- Bente Engen – sång (spår 5)

Produktion
- Dimmu Borgir – producent
- Peter Tägtgren – ljudtekniker, ljudmix
- Peter Grøn – omslagsdesign, omslagskonst